# Nowe Borowe
Nowe Borowe (deutsch Neu Borowen, 1938 bis 1945 Buschwalde) ist ein Dorf in der polnischen Woiwodschaft Ermland-Masuren. Es gehört zur Landgemeinde Jedwabno (1938 bis 1945 Gedwangen) im Powiat Szczycieński (Kreis Ortelsburg).

## Geographische Lage
Nowe Borowe liegt in der südlichen Mitte der Woiwodschaft Ermland-Masuren, 24 Kilometer nordöstlich der früheren Kreisstadt Neidenburg (polnisch Nidzica) bzw. 21 Kilometer südwestlich der jetzigen Kreismetropole Szczytno (deutsch Ortelsburg).

## Geschichte
Das Gründungsjahr von Neu Borowen ist 1802. Die kleine Landgemeinde war von 1874 bis 1945 in den Amtsbezirk Jedwabno (1938 bis 1945 „Amtsbezirk Gedwangen“) im ostpreußischen Kreis Neidenburg eingegliedert.
150 Einwohner waren 1910 in Neu Borowen registriert. Ihre Zahl stieg bis 1933 auf 180.
Am 3. Juni – behördlich bestätigt am 16. Juli – 1938 wurde Neu Borowen aus politisch-ideologischen Gründen der Vermeidung fremdländisch klingender Ortsnamen in „Buschwalde“ umbenannt. Die Einwohnerzahl belief sich 1939 auf 170.
Buschwalde wurde 1945 in Kriegsfolge mit dem gesamten südlichen Ostpreußen an Polen überstellt. Das Dorf erhielt die polnische Namensform „Nowe Borowe“ und ist heute mit dem Sitz eines Schulzenamtes (polnisch Sołectwo) eine Ortschaft im Verbund der Landgemeinde Jedwabno (1938 bis 1945 Gedwangen) im Powiat Szczycieński (Kreis Ortelsburg), bis 1998 der Woiwodschaft Olsztyn, seither der Woiwodschaft Ermland-Masuren zugehörig. Im Jahre 2011 zählte Nowe Borowe 27 Einwohner.

## Kirche
Neu Borowen/Buschwalde war bis 1945 in die evangelische Kirche Jedwabno in der Kirchenprovinz Ostpreußen der Kirche der Altpreußischen Union sowie in die römisch-katholische Kirche Jedwabno im damaligen Bistum Ermland eingepfarrt. Der Bezug zu der Kirche in Jedwabno besteht auch heute noch; Jedwabno gehört aber jetzt zur Diözese Masuren der Evangelisch-Augsburgischen Kirche in Polen bzw. zum Erzbistum Ermland.

## Verkehr
Nowe Borowe liegt an der Woiwodschaftsstraße 545, die Jedwabno mit Nidzica (Neidenburg) und Działdowo (Soldau) verbindet. Eine Anbindung an den Bahnverkehr besteht nicht.